# Savannökenlöpare
Savannökenlöpare (Cursorius temminckii) är en afrikansk fågel i familjen vadarsvalor inom ordningen vadarfåglar.

## Fältkännetecken

### Utseende
Savannökenlöparen skiljer sig från alla andra släktingar utom kapökenlöparen genom sin mindre storlek (19-21 cm) och mer enfärgade ovansida. Jämfört med kapökenläparen är den mer rostfärgad på bröstet, är kastanjefärgad istället för grått på bakre delen av hjässan samt har en svart fläck på buken som kontrasterar  mot vita flanker. I fjäderdräkten liknar den mer arten indisk ökenlöpare, men denna är mycket större och har längre och vitare ögonbrynsstreck, svart tygel samt i flykten vit bakkant på armpennorna och vitt ovan stjärten. Näbben är mörk och rätt lång, de vitaktiga benen så långa att fötterna sticker ut bakom stjärten i flykten.

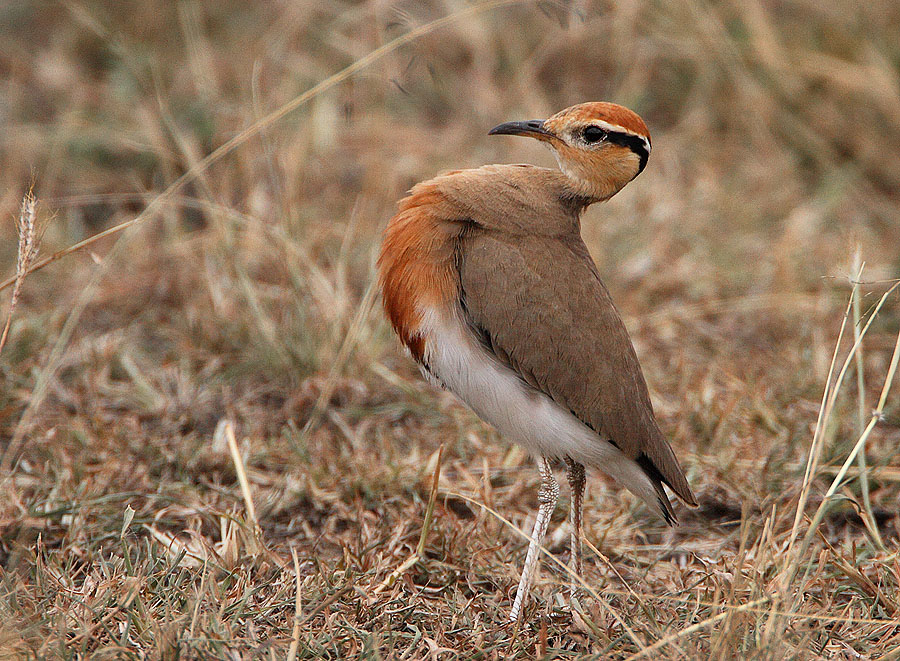
Hane i Masai Mara, Kenya.

### Läte
Fågeln är mestadels tystlåten, men avger ett vasst och kvittrande flyktläte: "perr-perr".

## Levnadssätt
Savannökenlöparen återfinns i kortvuxna gräsmarker, ofta i brända områden, mer sällan i mer buskrika miljöer. Fågeln häckar året om, i Zambia dock endast under torrperioden. Den lägger två ägg direkt på marken.
Fågeln ses ofta stå mycket upprätt eller likt övriga ökenlöpare springa snabbt och nicka huvudet när den upprörs. Den lever av insekter som termitarten Hodotermes mossambicus samt mollusker och tillfälligtvis frön.

## Utbredning och systematik
Fågeln förekommer på savann i Afrika söder om Sahara till norra Sydafrika. Vanligen urskiljs tre underarter, med följande utbredning:
- Cursorius temminckii temminckii – förekommer från Senegal till Etiopien och Kenya
- Cursorius temminckii ruvanensis – förekommer från Tanzania till Angola, Moçambique och nordöstra Sydafrika
- Cursorius temminckii aridus – förekommer från norra Namibia till västra Zimbabwe

Utanför häckningstid rör den sig norrut, bland annat till norra Mauretanien och på så vis in i palearktiska regionen.

## Status
Arten har ett stort utbredningsområde och internationella naturvårdsunionen IUCN kategoriserar arten som livskraftig. Beståndsutvecklingen är dock oklar.

## Namn
Fågelns vetenskapliga artnamn hedrar den holländske ornitologen Coenraad Jacob Temminck (1778-1858).